# Sean Williams (Cricketspieler)
Sean Colin Williams (* 24. April 1986 in Bulawayo, Simbabwe) ist ein simbabwischer Cricketspieler, der seit 2005 für die simbabwische Nationalmannschaft spielt.

## Kindheit und Ausbildung
Der Vater von Williams, Collin Williams, war First-Class-Cricketspieler und seine Mutter Patricia McKillop spielte in der simbabwischen Frauen-Hockeynationalmannschaft, die 1980 die Olympischen Spiele in Moskau die Goldmedaille gewann. Auch seine Geschwister waren im Hockey und Cricket aktiv. Er war Kapitän des simbabwischen Teams bei der ICC U19-Cricket-Weltmeisterschaft 2006.

## Aktive Karriere

### Anfänge in der Nationalmannschaft
Es war erwartet worden, dass er während eines Spielerstreiks im April 2004 ins Nationalteam berufen wird, jedoch verhinderte dies sein Vater, der darauf drängte, dass er sich auf die Schule konzentrierte. Sein Debüt in der Nationalmannschaft gab er im Februar 2005 in der ODI-Serie in Südafrika. Nach der U19-Weltmeisterschaft lehnte er einen zentralen Vertrag des simbabwischen Verbandes ab und hatte internationale Angebote, den Verband zu wechseln. Daraufhin reise er nach England, um dort Club-Cricket zu spielen. Jedoch überzeugte ihn der simbabwische Coach Kevin Curran, weiterhin für Simbabwe zu spielen. So war er bei der Tour in Bangladesch im November 2006 wieder im Team und absolvierte dort sein erstes Twenty20. In der ODI-Serie konnte er zwei Half-Centuries (61 und 68 Runs) erzielen. Beim Gegenbesuch der bangladeschischen Mannschaft im Februar 2007 erreichte er ein weiteres Fifty über 51 Runs am Schlag und 3 Wickets für 23 Runs beim Bowling. Daraufhin wurde er für den Cricket World Cup 2007 nominiert und konnte dort gegen die West Indies ein Fifty über 70* Runs erzielen und wurde als Spieler des Spiels ausgezeichnet.
Nach einer Rückenverletzung fiel er im Sommer über mehrere Wochen aus. Zum Ende der Saison gelang ihm dann gegen Südafrika ein Fifty über 54 Runs. Nach einer Muskelzerrung konnte er nicht am ICC World Twenty20 2007 teilnehmen. Im Januar 2008 reiste er mit dem Team nach Pakistan und erzielte dort zwei Half-Centuries (51* und 71 Runs). Im Oktober 2008 erklärte er, nicht mehr für Simbabwe zur Verfügung zu stehen, überlegte es sich jedoch kurz darauf anders und kam ins Team zurück. Im Verlaufe der Saison 2008/09 erzielte er jeweils ein Fifty in Bangladesch (59 Runs) und in Kenia (63* Runs). Im Sommer folgte dann ein weiteres Half-Century gegen Bangladesch über 75 Runs. Im September 2010 gelang ihm ein Half-Century über 74 Runs gegen Irland. Er wurde dann für den Cricket World Cup 2011 ausgewählt, verletzte sich jedoch während des Turniers am Daumen und musste so zurückziehen. Daraufhin wurde er zunächst nicht mehr berücksichtigt.

### Comeback
Zu Beginn des Jahres 2013 fand er seinen Weg zurück ins Team. Seinen ersten Test absolvierte er im März in den West Indies. Im Mai bestritt er gegen Bangladesch auch erstmals seit seinem Debüt im Jahr 2006 wieder ein Twenty20 und konnte in den ODIs zwei Fifties erzielen (78* und 55* Runs). Im August 2013 konnte er bei der Tour gegen Indien ein weiteres Half-Century über 51 Runs erreichen. Daraufhin wurde er für den ICC World Twenty20 2014 ausgewählt, wobei seine beste Leistung am Schlag 26 Runs gegen die Niederlande waren und er gegen die Vereinigten Arabischen Emirate 3 Wickets für 15 Runs erzielen konnte. Im Sommer gelangen ihm dann gegen Afghanistan ein (70 Runs) und gegen Südafrika zwei Half-Centuries (51 und 55 Runs). Im Februar 2015 reiste er dann mit dem Team nach Australien und Neuseeland, um dort am Cricket World Cup 2015 teilzunehmen. Gegen die Vereinigten Arabischen Emirate erzielte er am Schlag 76* Runs und 2 Wickets für 43 Runs mit dem Ball und wurde dafür als Spieler des Spiels ausgezeichnet. Nachdem er gegen die West Indies ebenfalls 76 Runs erreicht hatte, konnte er gegen Irland neben einem Fifty über 96 Runs 3 Wickets für 72 Runs mit dem Ball erzielen. Zum Abschluss der Vorrunde gelang ihm dann noch einmal ein Half-Century über 50 Runs gegen Indien.
Nach der Weltmeisterschaft erzielte er in den Twenty20s in Pakistan ein Fifty über 58* Runs und im Verlauf des Sommers gegen Neuseeland in den ODIs ein weiteres über 63 Runs. Bei letzterer Tour konnte er in den Twenty20s 3 Wickets für 28 Runs hinzufügen. Zu Beginn der Saison 2015/16 konnte er gegen Irland ein Fifty über 51 Runs erreichen, bevor ihm gegen Afghanistan ein Century über 102 Runs aus 124 Bällen gelangen und er als Spieler des Spiels ausgezeichnet wurde. In den zugehörigen Twenty20s erzielte er noch ein weiteres Fifty über 54 Runs. Im November folgte dann in Bangladesch mit 64 Runs ein weiteres ODI-Fifty. Daraufhin zog er sich eine Oberschenkelverletzung zu und fiel mehrere Wochen aus. Im März erzielte er bei der ICC World Twenty20 2016 gegen Schottland mit 53 Runs ein Half-Century. Im Saison 2016 brach er sich den Finger und musste zunächst aussetzen. Sein erstes Test-Century erzielte er im Juli 2016 gegen Neuseeland, als ihm 119 Runs aus 148 Bällen gelangen, er damit jedoch die Innings-Niederlage nicht verhindern konnte.

### Aufstieg zum Kapitän
Im November 2016 erreichte er im Test-Match gegen Sri Lanka ein Fifty über 58 Runs. Zum Ende der Saison 2016/17 erreichte er 3 Wickets für 15 Runs in den ODIs gegen Afghanistan. Im Sommer reiste er nach einem Half-Century (70 Runs) in Schottland mit dem Team nach Sri Lanka, wo er ein weiteres Fifty über 65 Runs erreichte. Im Oktober 2017 erreichte er gegen die West Indies im Test zwei Mal 3 Wickets (3/20 und 3/91). Im Januar zog er sich erneut eine Fingerverletzung zu, die ihn für mehrere Wochen aussetzen ließ. Im März kam es zum ICC Cricket World Cup Qualifier 2018 im eigenen Land, wobei er ein Half-Century über 80 Runs gegen die Vereinigten Arabischen Emirate erzielte, was jedoch nicht zum Sieg ausreichte, und so verpasste Simbabwe die Qualifikation für das Endturnier. Im Sommer fiel er erneut beim Verband in Ungnade, als er auf Grund von Zahlungsstreitigkeiten ein Turnier verweigerte. Im Oktober war er wieder zurück im Team. In Südafrika erzielte er ein Fifty über 69 Runs, bevor ihm in Bangladesch neben einem Half-Century (50* Runs) ein Century über 129* Runs aus 143 Bällen in den ODIs gelang. In den Tests gelang ihm dann noch einmal ein Fifty über 88 Runs und er wurde dafür als Spieler des Spiels ausgezeichnet. Im April 2019 erreichte er gegen die Vereinigten Arabischen Emirate ein Century über 109* Runs aus 84 Bällen.
Im Sommer erzielte er bei der Tour in Irland zwei Fifties (58 und 67 Runs) in den ODIs und ein weiteres in den Twenty20s (58* Runs). Im September trat Hamilton Masakadza als Kapitän der simbabwischen Mannschaft zurück und Williams übernahm für ein Drei-Nationen-Turnier in Singapur dessen Nachfolge. Dort unterlag er mit dem Team dem Gastgeber, wurde jedoch für sein Fifty über 66 Runs als Spieler des Spiels ausgezeichnet. Auch beim folgenden Spiel, bei dem man gegen Nepal gewann, wurde er für ein Fifty über 53 Runs und 3 Wickets für 21 mit dem Ball ausgezeichnet. Im Januar 2020 wurde er als Test-Kapitän des Teams fest eingesetzt. In dieser Funktion traf er auf Sri Lanka, wobei er im zweiten Test der Serie mit 107 Runs aus 137 Bällen und einem Fifty über 53* Runs das Remis sicherstellte.

### Rücktritt als Kapitän
Im November 2020 erreichte er in Pakistan nach einem Fifty (75 Runs) im ersten ODI ein Century über 118* Runs aus 135 Bällen, dass ein Unentschieden ermöglichte. Im März führte er das Team zu zwei Tests gegen Afghanistan, bei denen er im ersten Century über 105 Runs aus 174 Bällen und ihm zweiten ein weiteres aus 151* Runs aus 309 Bällen erreichte und zum Spieler der Serie gekürt wurde. Daraufhin übernahm er von Chamu Chibhabha auf Grund dessen Verletzung auch die Kapitänsrolle für das Twenty20-Team. Nachdem er im Sommer auf Grund einer COVID-Infektion die Tour gegen Bangladesch verpasst hatte, erklärte er im August seinen vorläufigen Rücktritt. Gegen Schottland erzielte er dann noch einmal ein Fifty über 60* Runs. Jedoch stand er weiterhin dem Team für einzelne Touren zur Verfügung. In Sri Lanka erzielte er im Januar 2022 ein Century über 100 Runs aus, bei der Qualifikation für den T20 World Cup konnte er mit Fifties gegen Singapur (53 Runs) und Jersey (57 Runs) einen wichtigen Anteil für die Qualifikation für das Endturnier leisten.